# Magyar női röplabda-válogatott
A magyar női röplabda-válogatott Magyarország nemzeti csapata, amelyet a Magyar Röplabda-szövetség irányít.
A válogatott 1975-ben az Európa-bajnokságon ezüstérmes lett. Emellett az Európa-bajnokságokon háromszor szerzett bronzérmet. Az olimpiai játékokon a legjobb helyezése az 1976-ban és 1980-ban elért negyedik helyezés. A világbajnokságon elért legjobb helyezés az 1970-ben elért negyedik hely. 2021-ben a csapat sorozatban negyedik alkalommal kvalifikálta magát az Európa-bajnokságra.

## Eredmények

### Olimpiai játékok
- 1964 – nem jutott ki
- 1968 – nem jutott ki
- 1972 – 5. hely
- 1976 – 4. hely
- 1980 – 4. hely
- 1984 – nem vett részt
- 1988 – nem jutott ki
- 1992 – nem jutott ki
- 1996 – nem jutott ki
- 2000 – nem jutott ki
- 2004 – nem jutott ki
- 2008 – nem jutott ki
- 2012 – nem jutott ki
- 2016 – nem jutott ki

### Világbajnokság
- 1952 – 6. hely
- 1956 – nem vett részt
- 1960 – nem vett részt
- 1962 – 11. hely
- 1967 – nem vett részt
- 1970 – 4. hely
- 1974 – 6. hely
- 1978 – 13. hely
- 1982 – 10. hely
- 1986 – nem jutott ki
- 1990 – nem jutott ki
- 1994 – nem jutott ki
- 1998 – nem jutott ki
- 2002 – nem jutott ki
- 2006 – nem jutott ki
- 2010 – nem jutott ki
- 2014 – nem jutott ki

### Európa-bajnokság
- 1949 – 6. hely
- 1950 – 6. hely
- 1951 – nem jutott ki
- 1955 – 6. hely
- 1958 – 6. hely
- 1963 – 7. hely
- 1967 – 5. hely
- 1971 – 5. hely
- 1975 –  Ezüst
- 1977 –  Bronz
- 1979 – 4. hely
- 1981 –  Bronz
- 1983 –  Bronz
- 1985 – 9. hely
- 1987 – 10. hely
- 1989 – nem jutott ki
- 1991 – nem jutott ki
- 1993 – nem jutott ki
- 1995 – nem jutott ki
- 1997 – nem jutott ki
- 1999 – nem jutott ki
- 2001 – nem jutott ki
- 2003 – nem jutott ki
- 2005 – nem jutott ki
- 2007 – nem jutott ki
- 2009 – nem jutott ki
- 2011 – nem jutott ki
- 2013 – nem jutott ki
- 2015 – 12. hely
- 2017 – 15. hely
- 2019 – 20. hely
- 2021 – 16. hely

## Szövetségi kapitányok
- Cséfay Sándor (1946–1947)
- Bieleczki István (1947–1948)
- Bizik László (1949)
- Machacsek László (1949)
- Spányik József (1949–1950)
- Prohászka László (1951)
- Bots László (1952–1953)
- Moss László (1954–1958)
- Orbán Gyula (1959–1960)
- Hennig Ernő (1960–1961)
- Kohonicz József (1962)[2]
- Havasi Gyula (1963–1969)
- Kotsis Attiláné (1970–1976)[3]
- Hennig Ernő (1977–1980)[4]
- Kotsis Attiláné (1980–1985)[5]
- Kasziba István (1985–1988)[6]
- Nagy István (1988–1989)[7]
- Tatár Mihály (1989–1991)[8]
- Kasziba István (1991)[9]
- Botos Ferenc (1992–1993)
- Szun de-Li  (1994)[10]
- Hoboth Sándor (1995) megbízott edző[11]
- Forman József (1996–1998)[12]
- Fodor Ákos (1998)[13]
- Németh Lajos (1999–2000)[14]
- Garamvölgyi Mátyás (2000–2002)[15]
- Ludvig Zsolt (2002–2009)[16]
- Farkas Mihály (2010)[17]
- Jókay Zoltán (2010–2012)[18]
- Németh Lajos (2012)[19]
- Hollósy László (2013–2014)[20]
- Jan De Brandt  (2014–2016)[21]
- Alberto Salomoni  (2017)[22]
- Jan De Brandt  (2018–2019)[23]
- Jakub Głuszak  (2020–2021)[24]
- Andreas Vollmer  (2022–2023)[25]
- Alessandro Chiappini  (2023–)[26]

## Lásd még
- Magyar férfi röplabda-válogatott